# Liste von Persönlichkeiten der Stadt Fredrikstad
Die Liste von Persönlichkeiten der Stadt Fredrikstad enthält Personen, die in Fredrikstad geboren wurden sowie solche, die dort zeitweise gelebt haben, jeweils chronologisch aufgelistet nach dem Geburtsjahr.

## In Fredrikstad geborene Persönlichkeiten

### Bis 1900

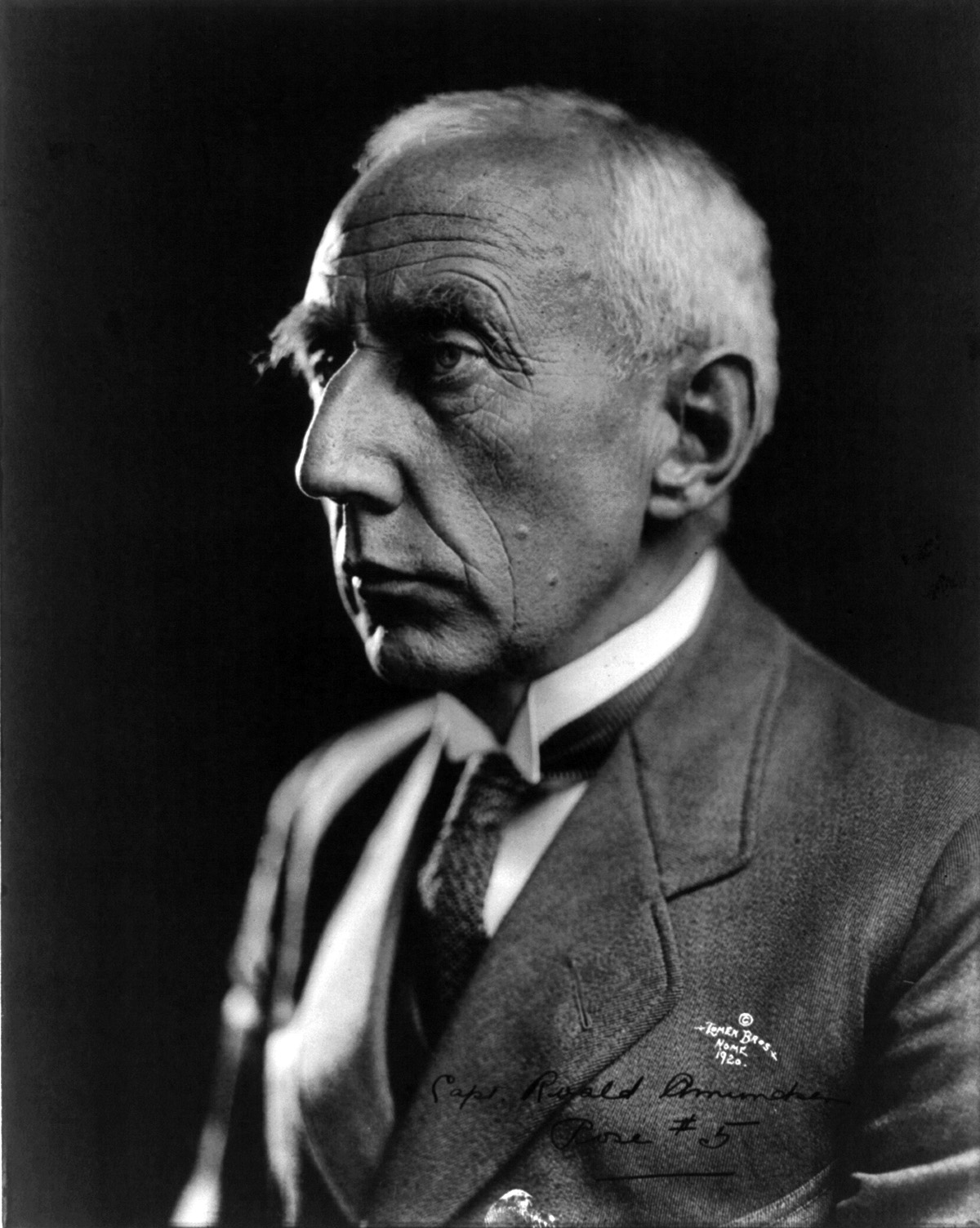
Roald Amundsen (1872–1928)

- Hans Nielsen Hauge (1771–1824), Laienprediger, Begründer der Haugianer-Bewegung
- Ole Jacob Broch (1818–1889), Wissenschaftler und Politiker
- Johan Christian Tandberg Castberg (1827–1899), Zollbeamter, Zeitungsgründer, Bürgermeister und Parlamentsabgeordneter
- Edvard Ellingsen (1855–1938), Ingenieur, Pädagoge, Arachnologe und Entomologe
- Johan Oscar Smith (1871–1943), Marineoffizier und Gründer der Brunstad Christian Church
- Eyvind Alnæs (1872–1932), Komponist
- Roald Amundsen (1872–1928), Polarforscher, geboren im Ortsteil Borge
- Andreas Brecke (1879–1952), Segler
- Johan Koren (1879–1919), Polarforscher und Jäger
- Øistein Schirmer (1879–1947), Turner
- Georg Selenius (1884–1924), Turner
- Anton Hansen (1886–1970), Radrennfahrer
- Andreas Strand (1889–1958), Turner
- Tove Mohr (1891–1981), Gynäkologin und Frauenrechtlerin
- Paul Henrichsen (1893–1962), Radrennfahrer
- Johan Anker Johansen (1894–1986), Turner
- Arthur Rydstrøm (1896–1986), Turner
- Thorleif Kristoffersen (1900–1971), Segler
- Halvdan Eyvind Stokke (1900–1977), Politiker

### 1901–1950

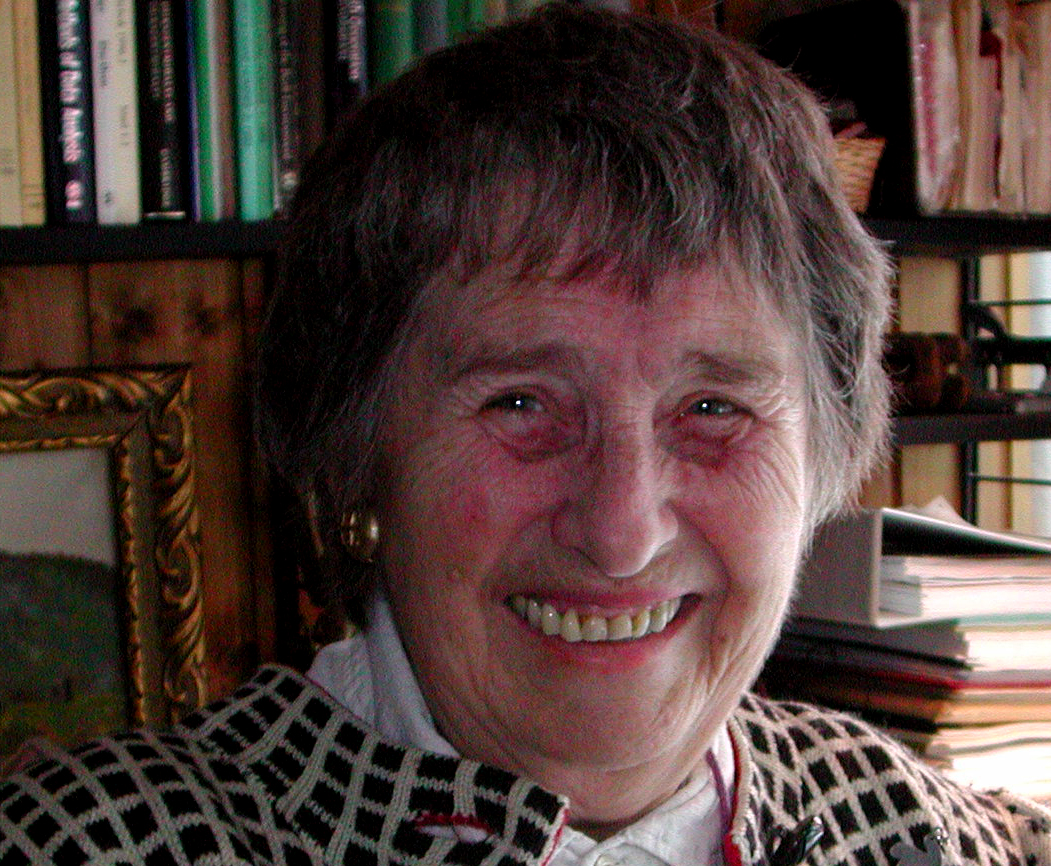
Berit Ås (1928–2024)

- Charles Hoff (1902–1985), Leichtathlet
- Ludvig Nielsen (1906–2001), Komponist und Organist
- Ty Anderson (1908–1989), US-amerikanischer Eishockeyspieler
- Rolf Johannessen (1910–1965), Fußballspieler
- Herman Hebler (1911–2007), Grafiker
- Arne Ileby (1913–1999), Fußballspieler
- Knut Brynildsen (1917–1986), Fußballspieler
- Berit Ås (1928–2024), Politikerin und Sozialpsychologin
- Sverre Wilberg (1929–1996), Film- und Theaterschauspieler
- Thormod Moum (1934–2015), Eisschnelllauftrainer und -funktionär
- Kirsten A. Seaver (* 1934), norwegisch-US-amerikanische Schriftstellerin und Historikerin
- Jan Andrew Nilsen (1936–2014), Volkshochschullehrer und Schriftsteller
- Bjørn Johansen (1940–2002), Jazzsaxophonist und -flötist
- Trygve Madsen (* 1940), Pianist und Komponist
- Egil Olsen (* 1942), Fußballtrainer
- Roy Kristiansen (* 1943), Mineralsammler und Mykologe
- Jan Erik Humlekjær (* 1946), Bogenschütze
- Leif Jensen (* 1948), Gewichtheber und Olympiasieger
- Svein Roald Hansen (* 1949), Politiker
- Nils Christian Stenseth (* 1949), Biologe

### 1951–1975

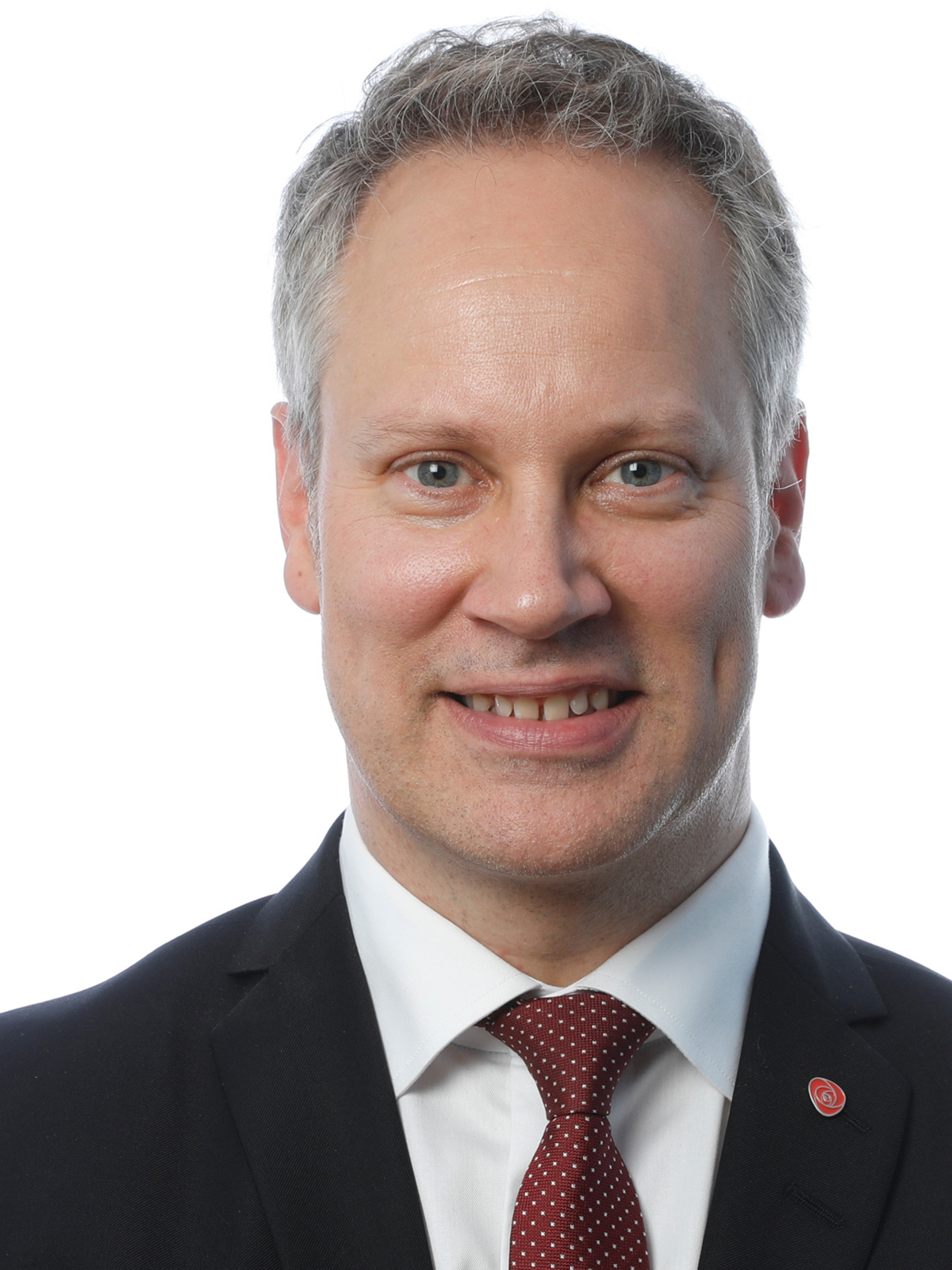
Jon-Ivar Nygård (* 1973)

- Carl-Erik Grimstad (* 1952), Journalist, Schriftsteller und Politiker
- May Hansen (* 1953), Politikerin
- Geir Johnson (1953–2021), Komponist und Autor
- Lene Jenssen (* 1957), Schwimmerin
- Per Egil Ahlsen (* 1958), Fußballspieler
- Kai Erik Herlovsen (* 1959), Fußballspieler
- Dennis Storhøi (* 1960), Film- und Theaterschauspieler
- Jørn Andersen (* 1963), Fußballspieler und -trainer
- Louise Kathrine Dedichen (* 1964), Vizeadmiralin
- Tore Pedersen (* 1969), Fußballspieler
- Desirée Bjerke (* 1971), Skeletonpilotin
- Jon-Ivar Nygård (* 1973), Politiker
- Magnus Andersen (* 1975), Handballspieler
- Andy LaPlegua (* 1975), Musiker und Sänger

### Ab 1976
- Martin Knold (* 1976), Eishockeyspieler
- Jostein Hasselgård (* 1979), Popsänger

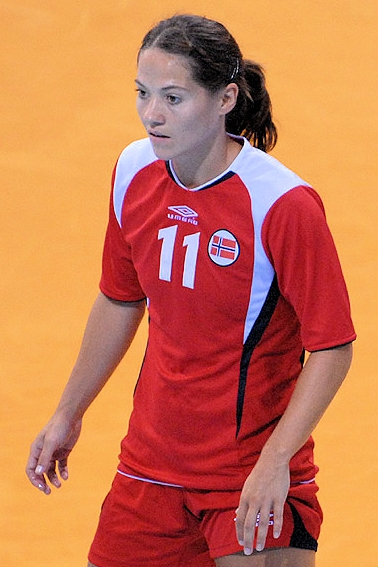
Kari Mette Johansen (* 1979)

- Kari Mette Johansen (* 1979), Handballspielerin
- Erik Lund (* 1979), Rugbyspieler
- Bård Nesteng (* 1979), Bogenschütze
- Lise Risom Olsen (* 1979), Schauspielerin
- Simen Brenne (* 1981), Fußballspieler
- Peter Lorentzen (* 1983), Eishockeyspieler
- Mads Østberg (* 1987), Rallyefahrer
- Ingvild Isaksen (* 1989), Fußballspielerin
- Kari Brattset (* 1991), Handballspielerin
- Henrik Haukeland (* 1994), Eishockeytorwart
- Freddy André Øvstegård (* 1994), Politiker
- Dennis Olsen (* 1996), Automobilrennfahrer
- Eli Marie Raasok (* 1996), Handballspielerin
- Henrik Larsen (* 1997), Sportschütze
- Jonas Iversby Hvideberg (* 1999), Radrennfahrer
- Kasper Thorsen Lien (* 2001), Handballspieler
- Oliver Solberg (* 2001), schwedischer Rallyefahrer
- Ida Andrea Breigan (* 2004), Weitspringerin
- Leah Isadora Behn (* 2005), Tochter von Prinzessin Märtha Louise von Norwegen und Schriftsteller Ari Behn
- Imre Bech Hermansen (* 2006), Fußballspieler

## Personen mit Bezug zu Fredrikstad
- Johan Caspar von Cicignon (1625–1696), General, Stadtplaner, Ingenieur, Kommandeur der Festung Fredrikstad
- Dikka Møller (1838–1912), Friedensaktivistin
- Kai Møller (1859–1940), Großgrundbesitzer, Organisator und Politiker
- Bjarne Aas (1886–1969), Segler und Werftbesitzer
- Otto Lous Mohr (1886–1967), Genetiker und Forschungspolitiker
- Inger Hagerup (1905–1985), Lyrikerin und Schriftstellerin
- Egil Hovland (1924–2013), Komponist
- Bjørn Skau (1929–2013), Politiker
- Harald Zwart (* 1965), Regisseur und Produzent
- Stephan Groth (* 1971), Musiker
- Isabell Herlovsen (* 1988), Fußballspielerin, aufgewachsen in Fredrikstad
- Kampfar (gegründet 1994), Black- und Folk-Metal-Band
- Grace Bullen (* 1997), Ringerin, aufgewachsen in Fredrikstad